# Françoise de Dreux
Françoise de Dreux (muerta después de 1681) fue una noble francesa implicada en el conocido como asunto de los venenos.

## Biografía
Françoise de Dreux estaba casada con un miembro del Parlamento de París y era prima de dos de los jueces que intervinieron en el asunto de los venenos. Miembro de la alta sociedad, Françoise estaba enamorada de Armand Jean de Vignerot du Plessis, duque de Richelieu. 
Fue llevada a juicio en abril de 1679 después de haber sido señalada por Marie Bosse. Tras ser juzgada, fue absuelta el 27 de abril de 1680. Después del arresto de la envenenadora Marguerite Joly en 1681, de quien era clienta habitual, se emitió una orden de arresto contra Françoise, quien huyó del país para evitar ser juzgada. A pesar de su ausencia fue acusada, entre otros delitos, de los asesinatos de Monsieur Pajot y Monsieur de Varennes, amantes suyos; del intento de asesinato de su esposo y de Anne de Richelieu (esposa del duque); y de haber adquirido vino envenenado a La Voisin.  Tras las apelaciones de su esposo y de su amante, logró evitar cualquier castigo por sus crímenes, si bien fue desterrada de París, permitiéndosele regresar posteriormente y vivir en la capital bajo la supervisión de su esposo.
Los casos de Françoise de Dreux y Marguerite Leferon, así como el caso de Marguerite de Poulaillon, provocaron expectación al tratarse de las primeras personas de la alta sociedad en ser implicadas en el escándalo. La levedad de las sentencias provocó el descrédito de la corte, siendo estas condenas consideradas una prueba de discriminación social. Un ejemplo de esto fue el caso de Madame Philbert, quien asesinó a su esposo, un carpintero llamado Brunet, con un veneno adquirido a Marie Bosse, con el fin de poder casarse con su amante, Philippe Rebille Philbert. Tras ser declarada culpable, fue ejecutada en la horca tras haberle sido amputada la mano derecha, pese a que su caso era muy similar al de Marguerite Leferon, quien fue multada y condenada a destierro.